# 현재현
현재현(玄在賢, 1949년 2월 12일 ~ )은 대한민국의 기업인이다.

## 프로필
- 출생 1949년 2월 12일 대한민국 서울특별자유시
- 거주지 대한민국 서울특별시 성북구 성북동 자택
- 수감지 서울남부교도소
- 국적 대한민국
- 학력 1967년 경기고등학교 졸업 1971년 서울대학교 법학 학사 1973년 서울대학교 대학원 민사법 학사 1981년 스탠퍼드 대학교 경영대학원 국제금융 석사
- 직업 전 동양그룹 회장
- 자녀 현정담 현승담 현경담 현행담
- 부모 부 현인섭 모 남기진
- 친척 형 현재천 형 현재민 동생 현재희 동생 현재란

## 병역
- 복무 대한민국 해군
- 최종계급 법무관

## 이력
- 1949년 서울특별시에서 태어나 1967년 경기고등학교를 졸업하고 서울대학교 법학과에 입학했다.
- 1970년 대학 3학년 재학 중 제 12회 사법고시에 합격했다.
- 1971년 서울대학교 법학대학 법학과를 졸업하고, 1972년 사법연수원을 수료하고 1973년 서울대학교 대학원 민사법 석사학위를 받았다.
- 1973년 대한민국 해군 법무관으로 복무한 뒤 1975년 부산지방검찰청 검사로 임용되었다.
- 1977년 검사직을 물러나 변호사생활을 했었다.
- 1977년 동양시멘트 이사로 기업인으로의 첫 발을 내딛였다.
- 1979년 스탠퍼드 대학교 경영대학원에서 수학하였으며, 1981년 경영학석사 학위를 받았다.
- 1983년 동양시멘트 사장에 취임해, 경영 일선에 나섰으며, 1984년 일국증권(현 동양증권)을 인수 1986년 동양증권 회장에 취임했다.
- 1988년 한국양회공업협회 회장
- 1989년 동양그룹 회장에 취임하였다. 현재현 회장은 제조업 중심의 동양그룹을 대기업으로 성장시켰고, 취임 당시 6,000억 원의 매출을 2010년 9조 2,211억 원으로 끌어올렸다.
- 1993년 한국금융선물협회 회장
- 1993년 한국기원 이사장
- 1996년 APEC Business Advisory Council 위원
- 1997년 Capital Group, New Persfective Fund 이사
- 1997년 전국경제인연합회 부회장
- 1998년 기획예산위원회 비상임위원
- 1998년 외교통상부 정책자문위원
- 1998년 Prudential Asia Advisory Board 위원
- 1999년 청소년희망재단 이사장
- 2000년 Trilateral Commission’s Pacific Asia Group 위원
- 2005년 APEC Business Advisory Council 의장
- 2005년 APEC CEO Summit 의장. 현재현 회장은 2005년 개최된 아시아태평양 경제협의체(APEC)회의의 CEO Summit 의장을 맡아 행사를 성공적으로 이끌었다.
- 2006년 금탑산업훈장 수여
- 2008년 전국경제인연합회 경제정책위원회 위원장
- 2009년 전국경제인연합회 한미제계위원회 위원장
- 2011년 한일경제협회 부회장
- 2011년 Van Fleet상 수상. 현재현 회장은 한미재계회의를 이끌며 한미FTA체결과 비자면제 프로그램 가입, 한미간 특허심사 하이웨이제도 도입 등 한미 양국의 경제협력에 기여한 공로를 인정받아 코리아소사이어티가 수여하는 ‘2011 밴 플리트상’을 수상했다. 밴 플리트 상은 한미 우호증진과 양국의 평화와 자유를 수호한 공이 큰 사람에게 주어지는 상으로 한국인 중에서는 김대중 전 대통령과 반기문 유엔 사무총장, 이건희 삼성그룹 회장, 최종현 SK그룹 회장, 정몽구 현대자동차그룹 회장 등이 받았고, 미국인으로는 조지 W. 부시, 지미 카터 전 대통령, 제임스 레이니 전 주한 대사, 헨리 키신저와 콜린 파월 전 국무장관 등이 수상했다.

## 경영실적
현재현 회장은 1980년대 금융산업의 불모지나 다름없던 대한민국에 선물•벤처투자 등 선진금융기법을 도입해 21세기 국가기간산업인 금융산업의 선진화에 기여하며 제조업 중심의 동양그룹을 종합금융그룹으로 성장시켰다. 1990년대 말, 외환위기로 인해 종금, 보험, 투신업계에 무려 약 34조 9천억 원의 공적자금이 투입되었지만, 동양그룹의 모든 금융계열사는 공적자금 지원 없이 스스로의 역량으로 어려움을 이겨냈다. 특히, 동양오리온투자신탁(현 동양증권)은 정부 정책에 적극 협조하여 대우채 등으로 인해 발생한 약 5,000억 원의 고객 손실을 전액 보전해주었다. 사회공헌차원에서 금융업을 제2의 국가기간산업으로 육성해온 현재현 회장의 경영철학이 있었기에 가능한 일이었다. 또한 동양생명은 부실한 태평양생명을 인수 합병하여 생명보험사 구조조정에 힘을 보탰다. 2007년 한일합섬 인수 이후 현재현 회장은 레저사업을 동양그룹의 신성장동력으로 육성하고 있다. 기존의 골프장 사업에 리조트사업을 추가하고 강원도 삼척시와 연계한 레저사업을 계획하고 있다. 최근 현재현 회장은 시멘트사업 중심의 그룹 제조부문을 친환경 에너지•자원 개발 기업으로 변화시키는데 주력하고 있다. 현재현 회장은 1989년 그룹 회장 취임 당시 매출 6,000억 원의 동양그룹을 제조•금융•서비스 부문 33개 계열사에 연 매출 9조 2,211억 원 규모로 성장시켰다.